# Speocirolana thermydronis
Speocirolana thermydronis là một loài giáp xác nước ngọt trong họ Cirolanidae. Nó là loài đặc hữu của México.